# Óscar Denis
Amancio Óscar Denis Sánchez (Concepción, 10 de febrero de 1946) es un químico industrial y político paraguayo. Fue vicepresidente de la República del Paraguay de 2012 a 2013. Desde el 9 de septiembre de 2020, su paradero es desconocido, y su desaparición ha sido vinculada al Ejército del Pueblo Paraguayo (EPP) como presuntos secuestradores.

## Biografía
Nació en la ciudad de Concepción, capital del primer departamento del país, el 10 de febrero de 1946. Realizó su educación primaria en la Escuela Santa Teresita de Concepción y posteriormente cursó el bachillerato en ciencias y letras en el Colegio Nacional de Concepción.
Concluida su formación secundaria, se trasladó a la capital del país para continuar sus estudios superiores en la Universidad Nacional de Asunción, donde ingresó a la carrera de química industrial, orientando su formación académica hacia el ámbito científico y tecnológico.

## Carrera política
Denis está afiliado al Partido Liberal Radical Auténtico (PLRA). Durante su trayectoria política, ocupó diversos cargos de relevancia en la administración pública y la representación legislativa. Se desempeñó como ministro de Agricultura y Ganadería, donde estuvo a cargo de la formulación e implementación de políticas agropecuarias.
En el ámbito subnacional, ejerció el cargo de gobernador del Departamento de Concepción durante el período 1993-1998, participando en la gestión del desarrollo regional. Posteriormente, accedió a la Cámara de Diputados en las elecciones generales de 1998, desempeñándose como legislador durante el periodo 1998-2003.
En los comicios de 2003, obtuvo una banca en el Senado, cargo que ejerció hasta 2008. Fue reelecto para el período 2008-2013, continuando su labor parlamentaria en el ámbito legislativo nacional.

## Vicepresidencia de la República (2012-13)
En el contexto de la crisis política en Paraguay de 2012, que culminó con la destitución de Fernando Lugo a través de un juicio político, el entonces vicepresidente Federico Franco asumió la Presidencia de la República del Paraguay. Como consecuencia de esta reconfiguración institucional, el Congreso Nacional designó a Óscar Denis Sánchez como vicepresidente de la República del Paraguay, garantizando así la continuidad del Ejecutivo bajo la misma filiación partidaria, el Partido Liberal Radical Auténtico (PLRA).
Este hecho consolidó, por primera vez en dicho periodo democrático, una administración donde tanto la Presidencia como la Vicepresidencia de la República eran ocupadas por representantes del PLRA, en contraste con la coalición política heterogénea que había sustentado el gobierno de Fernando Lugo.

## Desaparición
En la tarde del 9 de septiembre de 2020, se confirmó la desaparición de Óscar Denis en la Estancia Tranquerita, ubicada en el distrito de Bella Vista Norte, Departamento de Amambay. Su camioneta fue hallada abandonada en la zona, y en su interior se encontró un panfleto atribuido al Ejército del Pueblo Paraguayo (EPP), un grupo insurgente de orientación marxista-leninista que opera en el norte del país.
Junto a Denis también fue secuestrado su trabajador rural, Adelio Mendoza, un joven de origen indígena perteneciente a la comunidad Pa'i Tavyterã. Cuatro días después, Mendoza fue liberado tras una incursión encabezada por miembros de su comunidad, quienes emprendieron una búsqueda en la región de Concepción. Hasta la fecha, Óscar Denis permanece desaparecido, sin que existan pruebas concluyentes sobre su paradero o estado actual.